# 市场数据
市场数据（英語：market data）是金融市场裡由交易所（如证券交易所）为旗下交易的各种金融工具提供的报价及相关数据的合集。市场数据让交易员或者投资者能了解股票、固定收益、金融衍生工具、外汇等的实时价格和历史趋势。市场数据常包括交易代号、买方报价、卖方报价、交易量等。通过电子科技手段，有一系列专注于提供市场数据的金融服务商，他们将不同来源的数据进行汇总，或者进行加工处理，然后销售给投资者。汤森路透、彭博有限合夥企業等都是这样的企业。市场数据对实时性要求极高，数据的收集、处理、传输都常常涉及先进科技手段。借助实时市场数据，一些以往认为并不常规的交易方式也成为了可能，例如高频交易。不过此类系统一旦出现技术问题，也会带来重大市场影响。例如，2015年发生的彭博终端宕机事件曾引发广泛的市场影响，当日英国甚至推迟了其国债的投标会。